# Doom 3 BFG Edition
Doom 3: BFG Edition är en omarbetad version av Doom 3, utgiven av Bethesda Softworks. Spelet släpptes i oktober 2012 för PC, PlayStation 3 och Xbox 360. Denna version innehåller förbättrad grafik och ljud, ett nytt system för automatiska sparpunkter samt stöd för 3D-skärmar.
BFG Edition inkluderar även expansionen Resurrection of Evil, en ny kampanj kallad The Lost Mission, samt de klassiska spelen Doom  och Doom II . I denna version är det möjligt att använda ficklampan samtidigt som vapen, något som inte var möjligt i originalversionen. Ett designval som var väldigt omdebatterat.
Doom 3: BFG Edition har ett blandat betygssnitt på Metacritic där Xbox 360- och Playstation 3-versionen har 67, medan Windows-versionen har 59. Däremot har Nintendo Switch-versionen, som släpptes 26 juli 2019, ett snitt på 81.
1. ↑  ”Köp DOOM 3 BFG Edition | Xbox”. www.xbox.com. https://www.xbox.com/sv-SE/games/store/doom-3-bfg-edition/bsjp1xgp79p5. Läst 19 augusti 2025.
2. ↑  ”DOOM 3 BFG Edition Reviews” (på engelska). www.metacritic.com. https://www.metacritic.com/game/doom-3-bfg-edition/. Läst 19 augusti 2025.